# Novovoskresenka, Veselînove
Novovoskresenka (în ucraineană Нововоскресенка) este un sat în comuna Lubeanka din raionul Veselînove, regiunea Mîkolaiiv, Ucraina.

## Demografie
Componența lingvistică a localității Novovoskresenka
     Ucraineană (98,9%)
     Alte limbi (1,11%)
Conform recensământului din 2001, majoritatea populației localității Novovoskresenka era vorbitoare de ucraineană (98,9%), existând în minoritate și vorbitori de alte limbi.